# Huilliche
Gli Huilliche (Huillice) sono un gruppo etnico del Cile, facenti parte della cultura Mapuche. Vivono nelle valli montane in un'area situata a sud del fiume Toltén e sull'arcipelago di Chiloé. Gli Huilliche parlavano la lingua huillice, o un dialetto Huilliche della lingua mapudungun in tempi antichi (ovvero poco dopo l'arrivo degli spagnoli), ma alcuni di loro oggi credono di aver parlato una loro lingua autoctona prima di essere assorbiti dalla cultura Mapuche. Il loro nome significa 'meridionali' (dal mapudungun willi, 'sud', e che, 'popolo').